# Ес-Сукейлябія (район)
Ес-Сукейлябія (араб. منطقة السقيلبية) — район (мінтака) у Сирії, входить до складу провінції Хама. Адміністративний центр — м. Ес-Сукейлябія.
Адміністративно поділяється на 5 нохій:
- Ес-Сукейлябія-Центр
- Сальхаб
- Аз-Зіяра
- Шатха
- Каляаат-аль-Мадік

| Сирія | Це незавершена стаття з географії Сирії. Ви можете допомогти проєкту, виправивши або дописавши її. |